# John Carter (sonoplasta)
John Carter (Gainesville, 22 de outubro de 1907 — Los Angeles, 22 de fevereiro de 1982) é um sonoplasta estadunidense. Venceu o Oscar de melhor mixagem de som na edição de 1976 por Jaws, ao lado de Robert Hoyt, Roger Heman e Earl Madery.